# Ландис, Евгений Михайлович
Евгений Михайлович Ландис (6 октября 1921, Харьков — 12 декабря 1997, Москва) — советский математик, доктор физико-математических наук, заслуженный профессор МГУ.

## Биография
Родился в семье учёного-медика, впоследствии научного сотрудника Государственного института организации здравоохранения и социальной гигиены Михаила Моисеевича Ландиса.
В 1939 году поступил на первый курс механико-математического факультета МГУ, но вскоре был призван в армию. Участвовал в Финской и Великой Отечественной войне.
Великую Отечественную войну красноармеец полковой артиллерии Ландис встретил на Западном фронте. В тяжелых боях был контужен. После госпиталя, начиная с 1942 года, служил в санитарно-эпидемиологическом отряде сначала санитаром, затем старшим лаборантом. До конца войны воевал в составе 2-го Белорусского фронта. Победу встретил в звании лейтенанта. Награжден орденами Красной Звезды, Отечественной войны II степени, медалью «За боевые заслуги» (1944) и другими медалями.
Осенью 1945 года вернулся на первый курс механико-математического факультета. В 1951 году стал лауреатом премии Московского математического общества. Кандидат физико-математических наук (1953). Доктор физико-математических наук (1956). Профессор кафедры дифференциальных уравнений механико-математического факультета (1961–1998). Работал в МГУ с 1954 года. Заслуженный профессор Московского университета (1996).
Первые научные работы Ландиса были выполнены под влиянием А. С. Кронрода, иногда совместно с ним. Позже Е. М. Ландис стал учеником И. Г. Петровского. Главная область математических исследований: дифференциальные уравнения с частными производными. Более сорока лет Е. М. Ландис работал на механико-математическом факультете МГУ, где был одним из ведущих профессоров. Параллельно, вплоть до 1968 года вел прикладные исследования в отделе Института теоретической и экспериментальной физики под руководством А. С. Кронрода. 
Хотя Ландис наиболее известен своими работами в области дифференциальных уравнений, при этом он является автором известного алгоритма построения сбалансированного AVL-дерева. АВЛ-деревья названы по первым буквам фамилий их изобретателей, Г. М. Адельсона-Вельского и Е. М. Ландиса.
В 1968 году подписал «письмо 99» на имя министра здравоохранения СССР и генерального прокурора СССР в защиту насильственно помещённого в московскую психиатрическую больницу № 5 математика А. С. Есенина-Вольпина.
Похоронен на Востряковском кладбище рядом с женой Региной Яковлевной Глаголёвой (1928—2013).

## Научные труды
Автор 120 научных трудов, в том числе:
- Уравнения второго порядка эллиптического и параболического типов. — М., 1971
- Качественная теория линейных дифференциальных уравнений в частных производных второго порядка. — М., 1988 (в соавт.)